# クート
クート (アラビア語: الكوت) は、イラクの都市であり、ワーシト県の県都である。イラク東部、チグリス川の左岸に位置し、首都バグダードからは160㎞ほど離れている。2003年の推定人口は約374,000人である。長くクート県として知られていた県の県都でもあるが、県名は1960年代にワーシト県に改名されている。第一次世界大戦時にはクートの戦いが起き、激戦地となった。

## 旧市街
クートの旧市街はチグリス川がUの字型に大きく湾曲した部分に存在し、半分島のような状態になっているが、細い陸地で岸とつながっている。クートは何世紀にもわたってこの地域のじゅうたん貿易の中心地であった。クート周辺は肥沃な穀物栽培地域が広がっている。2003年のイラク侵攻時に略奪されたバグダード原子力研究施設は、クートの近くに位置している。

## クート堰

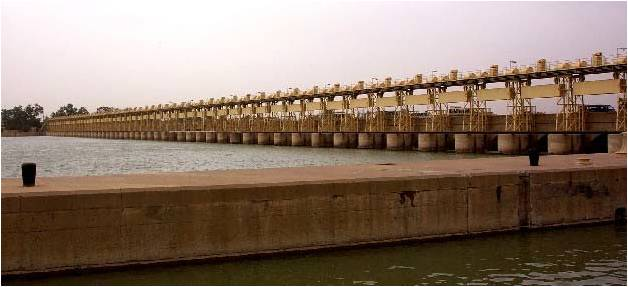
クート堰

クート堰は、周辺地域に灌漑用水を提供するために、1930年代に市内に建設された。堰は道路の役割も果たし、またチグリス川を行きかう船のための閘門の役割も果たしているが、主目的はGharraf用水に水を供給するため、チグリス川の水位を高く維持することである。1952年には26,440ヘクタールの土地がGharraf用水から灌漑されており、この新たな農地のうち14,080ヘクタールは土地改革プログラムの一環として、小規模農家に分配された。これらの農家には耕地に住む義務が課せられ、家族ごとに10ヘクタールが分配された。2005年には、クート堰とGharraf用水が300万ドルをかけて改修された。

## クートの戦い
クートは第一次世界大戦時にはクートの戦いが起き、激戦地となった。バスラから北進してきたチャールズ・タウンゼンド率いる英国メソポタミア遠征軍は1915年9月26日にクートに到着し、さらに北進してクテシフォンへと向かったが敗北して、再びクートへと撤退していた。これを追うオスマン帝国軍は、1915年12月7日にドイツのコルマール・フォン・デア・ゴルツの指揮の下、クートの包囲を開始した。英国騎兵ジェラルド・リーチマンらは包囲からの脱出に成功したものの、タウンゼンドをはじめとする大多数の兵は包囲下からの脱出に失敗し、1916年4月29日についに降伏した。降伏した兵士らはオスマン帝国の降伏まで重労働を課せられ、半数以上が死亡した。後に体勢を立て直した英国は1916年12月に再侵攻を開始し、1917年2月23日にはクートを奪回した。